# Тензинг Норгај
Тензинг Норгај (неп. तेन्जिङ नोर्गे शेर्पा; Кумбу, 29. мај 1914 — Дарџилинг, 9. мај 1986) је био непалски шерпаски планинар. Он и сер Едмунд Хилари су били први који су се попели на Монт Еверест, 29. маја 1953. Часопис Тајм је прогласио Норгаја једним од 100 најутицајнијих људи 20. века. Године 2003, Национална авантуристичка награда Тензинг Норгај, највеће индијско авантуристичко-спортско признање, преименована је у његову част.

## Младост
Постоје опречни извештаји о Тензинговом раном животу. Извештај дат у његовој аутобиографији је да је био Шерпас рођен и одрастао у Тенгбочеу, Кумбу, на североистоку Непала. У интервјуу за Ал Индија Радио 1985. он је изјавио је да су му родитељи дошли са Тибета, али да је рођен у Непалу. Према многим каснијим извештајима, као и у књизи коју је написао његов син Јамлинг Тензин Норгај, рођен је у Тибету, у Це Чу у долини Кама, а одрастао је у Тами. Рано детињство је провео је Карти, близу севера земље. Норгај је као дете отишао у Непал да ради за породицу Шерпаса у Кумбу.
Кумбу лежи у близини планине Евереста, који Тибетанци и Шерпаси називају Чомолунгма; на стандардном тибетанском, то име значи „Света мајка“, или богиња врха. Будизам је традиционална религија Шерпаса и Тибетанаца, и Норгај је био будиста.
Иако је његов тачан датум рођења непознат, знао је да је то било крајем маја по времену и усевима. Након успона на Еверест 29. маја 1953. године, одлучио је да тог дана прославља рођендан. Његова година рођења, према тибетанском календару, била је година зеца, те је вероватно да је рођен 1914. Ово се слаже са Хантовом изјавом да је 1953. године имао 39 година и да се „успоставио (као) не само најистакнутији пењач своје расе, већ и као планинар светског гласа.”
Тензинг се првобитно звао „Намгјал Вангди”, али је као дете његово име промењено по савету поглавара ламе и оснивача манастира Ронгбук, Нгаванг Тензин Норбу. „Тензинг Норгај“ се преводи као „богати-срећни-следбеник религије“. Његов отац, тибетански пастир јака, био је Ганг Ла Мингма (умро 1949), а мајка, која је била Тибетанка, била је Докмо Кинзом. Она је доживела да га види како се пење на Еверест. Тензинг је био 11. од 13 деце, од којих је неколико умрло младо.
Тензинг је у тинејџерским годинама два пута бежао од куће, прво у Катманду, а касније у индијски Дарџилинг, у то време полазиште за већину експедиција у источним Хималајима. Једном је послат у манастир Тенгбоч да се замонаши, али је одлучио да то није за њега и напустио је манастир. Са 19 година настанио се у заједници Шерпаса у округу Ту Сонг Бусти у Дарџилингу.

## Наслеђе

### Награде
- Године 2003, у знак сећања на златни јубилеј Норгајевог врха на Евересту, индијска влада је преименовала своју највећу награду за авантуристички спорт, у Националну награду за авантуру Тензинг Норгај по њему.[24]